# 돔 A
돔 A(Dome A) 또는 돔 아르거스(Dome Argus)는 내륙 1,200 km (750 mi) 떨어진 남극 고원에서 가장 높은 얼음 돔이다. 이곳은 지구상에서 자연적으로 발생하는 가장 추운 곳으로 생각되며 온도는 −90 to −98 °C (−130 to −144 °F)에 도달하는 것으로 추정된다. 해발 4,093 m (13,428 ft)의 얼음 돔 또는 돌출부로 구성된 남극 대륙에서 가장 높은 얼음 지형이다. 그것은 오스트레일리아 영유권 내에서 거대한 램버트 빙하 머리와 지리적 남극 사이의 대략 중간인 동남극 대륙의 중심 근처에 위치하고 있다.

## 같이 보기
- 한극점
- 도달불능극
- 돔 C
- 돔 후지 기지